# Поље Остружница (Фојница)
Поље Остружница је насељено место у Босни и Херцеговини у општини Фојница. Административно припада Федерацији Босне и Херцеговине, односно њеном Средњобосанском кантону. Према попису становништва из 2013. у насељу је било 998 становника, а већинску популацију чинили су Бошњаци.

## Становништво
По последњем службеном попису становништва из 2013. године у овом насељу живело је 998 становника, а село је било етнички хомогено са већинском бошњачком популацијом.
| Националност | 2013. | 1991.        | 1981.        | 1971.        |
| Бошњаци      | —     | 676 (70,27%) | 403 (58,58%) | 197 (42,00%) |
| Хрвати       | —     | 274 (28,48%) | 278 (40,41%) | 268 (57,14%) |
| Срби         | —     | 5 (0,52%)    | 3 (0,43%)    | 0            |
| Југословени  | —     | 5 (0,52%)    | 3 (0,43%)    | 0            |
| Црногорци    | —     | 0            | 1 (0,14%)    | 1 (0,21%)    |
| остали       | —     | 2 (0,20%)    | 0            | 3 (0,64%)    |
| Укупно       | 998   | 962          | 688          | 469          |